# Hebe laevis
Hebe laevis é uma espécie de planta do gênero Hebe.